# Piotr Struwe
Piotr Bierngardowicz Struwe (ros. Пётр Бернгардович Струве; ur. 26 stycznia?/7 lutego 1870 w Permie, zm. 22 lutego 1944 w Paryżu) – rosyjski polityk, ekonomista i publicysta, początkowo przedstawiciel tzw. legalnego marksizmu, współzałożyciel Socjaldemokratycznej Partii Robotniczej Rosji, następnie od 1905 działacz i teoretyk liberalizmu rosyjskiego, jeden z przywódców Partii Konstytucyjno-Demokratycznej (kadetów). 

## Życiorys
Początkowo związany z rosyjskim ruchem socjaldemokratycznym. W 1898 autor Manifestu Socjaldemokratycznej Partii Robotniczej Rosji – pierwszego dokumentu programowego SDPRR, przyjętego na jej I zjeździe. W kwietniu 1900 uczestniczył w zebraniu działaczy SDPRR, które podjęło decyzję o wydawaniu gazety „Iskra”. Od 1905 roku zasiadał w kierownictwie Partii Konstytucyjno-Demokratycznej, liberalnej partii politycznej działającej w Imperium Rosyjskim w latach 1905–1917. Był posłem do II Dumy w 1906. W czasach reakcji stołypinowskiej znalazł się w grupie autorów zbioru artykułów Wiechi, krytykującego rewolucyjne tradycje inteligencji rosyjskiej.
Po rewolucji lutowej i obaleniu caratu był w kwietniu-maju 1917 dyrektorem departamentu ekonomicznego Ministerstwa Spraw Zagranicznych Rosji w Rządzie Tymczasowym ks. Gieorgija Lwowa. W maju wybrany na członka Rosyjskiej Akademii Nauk. Po przewrocie bolszewickim (rewolucji październikowej) dołączył do Białych. Był członkiem gabinetów Antona Denikina i Piotra Wrangla. W rządzie Wrangla, uznanym przez Francję, był ministrem spraw zagranicznych. Od 1920 roku przebywał na emigracji, od 1928 mieszkał w Belgradzie. Był przeciwnikiem rewolucji październikowej i rządów bolszewików. Na emigracji prominentny krytyk ZSRR. Do 1928 wykładowca na rosyjskim wydziale prawa Uniwersytetu Karola w Pradze, następnie wykładał socjologię na uniwersytecie w Belgradzie. W Belgradzie był również w latach 1928–1934 redaktorem tygodnika „Rossija i sławianstwo” (Россия и славянство), później zrezygnował z działalności politycznej. 
W 1941, po ataku Niemiec na Jugosławię i okupacji kraju, przez trzy miesiące więziony jako przyjaciel Lenina. W lipcu 1942 udało mu się wraz z żoną wyjechać do Paryża, gdzie zmarł. 
Pochowany na cmentarzu prawosławnym w Sainte-Geneviève-des-Bois.